# Кулиев, Джаббар Али оглы
Джаббар Али оглы Кулиев (азерб. Cabbar Əli oğlu Quliyev; 19 мая 1922, Хачапарах, Эриванский уезд — сентябрь 2004, Баку) — азербайджанский и советский художник, Заслуженный художник Армянской ССР. Участник Великой Отечественной войне, в 1944 году вместе с Мехти Гусейн-заде вёл партизанскую войну против нацистов в Италии и Югославии.

## Биография
Родился в 1922 году в селе Захмет Зангибасарского района Армянской ССР. В 1941 году окончил Ереванский государственный педагогический техникум.
В годы Великой Отечественной войне, во время многодневной обороны украинского городка Миллерово 16 августа 1942 года, Джаббар был взят в плен и отправлен в Германию, в городок Штранс, в лагерь для военнопленных. Сюда же попал и Мехти Гусейн-заде после ранения под Сталинградом. В конце 1943 — начале 1944 года Кулиева из Штранса поездом отправили в Италию. Вначале на север, в города Пиза, Мария-Пиза, Ливорно, а затем на Адриатическое побережье, где 67 человек, в том числе и Джаббар Кулиев, во главе с Мехти Гусейн-заде близ Триеста совершили побег, присоединившись к местным партизанам.
После войны 45 лет преподавал. В 1967 году был удостоен почётного звания Заслуженного художника Армянской ССР. В 1988 году, пережив судьбу беженца, переехал в Азербайджан. Позже был принят в Союз художников Азербайджана. Состоялись 23 выставки художника. Работы Джаббара Кулиева хранятся в музеях и частных коллекциях более 20 стран мира.

## Галерея

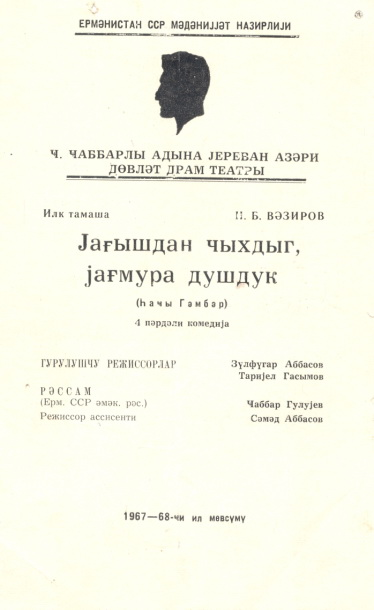
Программа пьесы «Из под дождя да под ливень» Н. Б. Везирова в Ереванском азербайджанской театре сезона 1967/68 гг. Художник Джаббар Кулиев (Засл. худ. Арм. ССР)